# Onthophagus chirindanus
Onthophagus chirindanus là một loài bọ cánh cứng trong họ Bọ hung (Scarabaeidae).